# Komatsu (Ishikawa)
Komatsu (小松市 Komatsu-shi?) es una ciudad ubicada en la prefectura de Ishikawa, Japón. A 1  de marzo de  2018       , la ciudad tenía una población estimada de 108.509 en 42664 hogares, y una densidad de población de 290 personas por km². El área total de la ciudad era 371,05 kilómetros cuadrados (143,3 mi²). 

## Demografía
Según los datos del censo japonés, la población de Komatsu ha aumentado en los últimos 40 años. 
| Año del censo | Población |
| ------------- | --------- |
| 1970          | 95,684    |
| 1980          | 104,329   |
| 1990          | 106,075   |
| 2000          | 108,662   |
| 2010          | 108,433   |

## Clima
Komatsu tiene un clima continental húmedo (Köppen Cfa) caracterizado por veranos suaves e inviernos fríos con fuertes nevadas. La temperatura media anual en Komatsu es de 14.3.  ° C. La precipitación media anual es de 2521   mm con septiembre como el mes más lluvioso. Las temperaturas son más altas en promedio en agosto, alrededor de 26.8  ° C, y el más bajo en enero, alrededor de 2.9 °C.

## Ciudades hermanadas
- - Suzano, São Paulo
- - Vilvoorde
- - Gateshead
- - Jining, Shandong
- - Guilin, Guangxi
- - Changnyeong-gun, Provincia de Gyeongsang del Sur
- - Angarsk, Óblast de Irkutsk
- - Changhua, República de China